# Зайсанський район
Зайса́нський район (каз. Зайсан ауданы, рос. Зайсанский район) — адміністративна одиниця у складі Східноказахстанської області Казахстану. Адміністративний центр — місто Зайсан.

## Населення
Населення — 36153 особи (2021; 34593 у 2009, 39556 у 1999, 41842 у 1989).

## Склад
До складу району входять 8 сільських округів та 1 міська адміністрація:
| Поселення                       | Площа, км² | Населення, осіб (1989) | Населення, осіб (1999) | Населення, осіб (2009) | Населення, осіб (2021) | Центр     | Населені пункти |
| ------------------------------- | ---------- | ---------------------- | ---------------------- | ---------------------- | ---------------------- | --------- | --------------- |
| Зайсанська міська адміністрація | -          | 17440                  | 16080                  | 14416                  | 18430                  | Зайсан    | 1               |
| Айнабулацький сільський округ   | -          | 2696                   | 2929                   | 2439                   | 2511                   | Айнабулак | 4               |
| Біржанський сільський округ     | -          | 2261                   | 1932                   | 1677                   | 1310                   | Біржан    | 3               |
| Даїровський сільський округ     | -          | 3266                   | 3112                   | 2917                   | 2448                   | Дайир     | 3               |
| Карабулацький сільський округ   | -          | 2599                   | 2462                   | 2125                   | 2110                   | Карабулак | 4               |
| Каратальський сільський округ   | -          | 3975                   | 4028                   | 3859                   | 3488                   | Каратал   | 5               |
| Кенсайський сільський округ     | -          | 2866                   | 2462                   | 2207                   | 2138                   | Кенсай    | 4               |
| Саритерецький сільський округ   | -          | 2716                   | 2462                   | 2123                   | 1984                   | Саритерек | 4               |
| Шиліктинський сільський округ   | -          | 4023                   | 3674                   | 2830                   | 1734                   | Шилікти   | 5               |

## Найбільші населені пункти
Населені пункти з чисельністю населення понад 1000 осіб:
| № | Населений пункт | Населення, осіб (1989) | Населення, осіб (1999) | Населення, осіб (2009) | Населення, осіб (2021) |
| - | --------------- | ---------------------- | ---------------------- | ---------------------- | ---------------------- |
| 1 | Зайсан          | 16970                  | 16021                  | 14389                  | 18430                  |
| 2 | Каратал         | 2561                   | 2958                   | 2790                   | 2654                   |
| 3 | Карабулак       | 1955                   | 2241                   | 1953                   | 2097                   |
| 4 | Айнабулак       | 1726                   | 1894                   | 1519                   | 1844                   |
| 5 | Дайир           | 2087                   | 1989                   | 1951                   | 1665                   |
| 6 | Саритерек       | 1624                   | 1623                   | 1210                   | 1286                   |